# Matteo Marchesini
Matteo Marchesini (Castelfranco Emilia, 1979) è un critico letterario italiano.
Collabora con giornali e riviste, tra le altre Il Foglio, Il Sole 24 Ore e L'età del ferro. Tiene una rubrica su Radio Radicale.

## Opere
- Bologna in corsivo. Una città fatta a pezzi, Pendragon, 2010
- Poesia senza gergo. Sugli scrittori in versi del Duemila, Gaffi, 2012
- Atti Mancati, Voland, 2013
- Da Pascoli a Busi, Quodlibet, 2014
- Cronaca senza storia, Eliot, 2016
- False coscienze, Bompiani, 2017
- Casa di carte, Il Saggiatore, 2019
- Scienza di niente, Eliot, 2020
- Miti personali, Voland, 2021
- Scherzi della natura, Valigie rosse, 2022
- Diario di una cavia. Saggi di letteratura e attualità, Castelvecchi, 2023